# Рудник Каіліс
Рудник Каіліс – колишній гірничодобувний майданчик на заході Австралії. 
Верхня частина родовища Каіліс епізодично відпрацьовувалась ще в 1897 – 1918 роках, при цьому роботи в основному були зосереджені вище водоносного горизонту. 
Наприкінці 1990-х років на Каіліс організували обмежену розробку відкритим методом, під час якої віилучили 0,25 млн тонн руди, що дало змогу отримати біля 1,5 тонни золота. В наступному десятилітті кар’єр використали для розміщення розкривних порід, які в 2008 – 2009 роках надходили з розташованого за кілька сотень метрів невеликого кар’єру Трумп (Trump).
В 2015-му права на Каіліс викупила компанія Saracen Mineral Holdings Limited. Протягом 2018 фінансового року (липень 2017 – червень 2018) вона провела перший етап робіт з розробки кар’єру Каіліс, під час якого вилучили 0,87 млн тонн руди, що містила 2 тонни золота, після чого залишкові запаси проекту оцінювались у 0,75 млн тонн руди та 1,4 тонни золота. Роботи за другим етапом розробки завершились в березні 2020-го, коли залишкові запаси оцінювались лише у 79 тисяч тонн руди. Видобута руда відправлялась для переробки на фабрику з вилучення золота, що належала до рудника Тандербокс.
Наразі кар’єр на Каіліс затоплений водою.